# Tunnel Hochwald
Der Tunnel Hochwald ist ein Straßentunnel in Thüringen mit 1056 m Länge und gehört mit Tunnel Alte Burg, Rennsteigtunnel und Tunnel Berg Bock zur Kette der Tunnel, die den Kamm des Thüringer Waldes queren.
Als Teil der Bundesautobahn 71, zwischen den Anschlussstellen Oberhof und Suhl/Zella-Mehlis liegend, unterquert er östlich von Zella-Mehlis den Höhenrücken des Hochwaldes. Das Nordportal beginnt direkt nach der Anschlussstelle Oberhof. Der Tunnel hat in Richtung Süden ein Gefälle von konstant 0,5 %. Der Baubeginn war 1998 und ein Jahr später Tunneldurchschlag. Im November 2001 erfolgte die Freigabe für den Verkehr. Tunnelpatin war Gisela Huber, die Ehefrau des DEGES-Aufsichtsratsvorsitzenden Jürgen Huber. Die Gesamtkosten des Tunnels betrugen ungefähr 27 Millionen Euro.

## Konstruktion
Die Tunnelröhren haben eine Länge von 1056 m bei einem gegenseitigen Abstand von ungefähr 25 m. Jede Röhre hat eine Lichtraumhöhe von 4,5 m und eine Lichtraumbreite von 9,5 m, die sich aufgliedert in zwei 3,5 m breite Fahrstreifen, Randstreifen von 0,25 m und beidseitige Notgehwege von 1,0 m Breite. Die Richtungsfahrbahnen sind durch zwei Querstollen im Abstand von 360 m miteinander verbunden. Der Tunnelbau erfolgte mit bergmännischem Sprengvortrieb und Spritzbetonausbau nach der neuen österreichischen Tunnelbauweise. Die maximale Überdeckung beträgt 45 m. Die Röhren wurden von den südlichen Portalen aus parallel aufgefahren. Die Regelquerschnittsfläche beträgt 80,5 m², bei der Anschlussstelle Oberhof ist der Querschnitt für die Ein- bzw. Ausfädelungsspur aufgeweitet. 185.000 Kubikmeter Ausbruchmaterial fielen an. Die Belüftung der Röhren erfolgt in Längsrichtung durch acht Strahlventilatoren in jeder Röhre.